# Ина, Жана
Жа́на И́на (порт. Jana Ina), настоящее имя — Жанаи́на Беренха́узер (порт. Janaína Berenhauser; 12 декабря 1976, Рио-де-Жанейро, Бразилия) — журналистка и телеведущая.

## Биография
Жанаина Беренхаузер (девичья фамилия Жанаины) родилась 12 декабря 1976 года в Рио-де-Жанейро (Бразилия), где она обучалась латинским танцам и балету.
После отличного окончания средней школы в 1994 году Жанаина начала изучать журналистику в «State University of Rio de Janeiro».
В 1998 году завоевала титул Miss Intercontinental.
В 1999 году она переехала в Германию.
С 30 августа 2005 года Жанаина замужем за певцом Джованни Заррелла (род.1978). У супругов есть сын — Габриел Бруно Заррелла (род.23.09.2008).